# 斯威夫特冰川
斯威夫特冰川（英語：Swift Glacier），是南極洲的冰川，位於詹姆斯羅斯島，處於傑福德角以西，長約3.7公里，由英國南極名稱諮詢委員會命名，現時由南極條約體系管理。